# 张旭 (1961年8月)
张旭（1961年8月—），男，籍贯江苏宜兴，生于江苏南京，中国神经科学家，中国科学院上海生命科学研究院神经科学研究所研究员，从事神经系统疾病的分子细胞生物学机理研究。

## 生平
1985年毕业于第四军医大学，1994年取得瑞典卡罗琳斯卡医学院博士学位。2009年担任中国科学院上海分院副院长。2015年当选中国科学院院士。